# شبانیه
شبانیه (به عربی: شبانیة) یک منطقهٔ مسکونی در لبنان است که در شهرستان بعبدا واقع شده‌است. شبانیه ۴۸۵ متر بالاتر از سطح دریا واقع شده‌است.